# 樂天信用卡
樂天信用卡（日语：楽天カード株式会社、らくてんカード）是日本的一家信用卡公司，也是樂天集團的成員之一。樂天信用卡的前身是成立於2001年的青空卡公司（株式会社あおぞらカード）。2004年，青空卡成為樂天的子公司。2004年11月29日，公司名稱改為樂天信用卡。

## 外部連結
- 楽天カード 公式サイト
- 樂天信用卡的X（前Twitter）
- 樂天信用卡的Facebook專頁
- 楽天カード運営メディア みんなのマネ活 （页面存档备份，存于）